# Z38 (есмінець)
Z38 (нім. Z 38) — військовий корабель, ескадрений міноносець типу 1936A (Mob) Кріґсмаріне за часів Другої світової війни.
Есмінець Z38 закладений 15 квітня 1940 року на верфі заводу Friedrich Krupp Germaniawerft, у Кілі. 15 серпня 1941 року спущений на воду, а 20 березня 1943 року введений до складу військово-морських сил Третього Рейху. Корабель брав участь у бойових діях в арктичних водах. На початку 1945 року переведений до Балтійського моря, де залучався до супроводження евакуаційних конвоїв та артилерійських обстрілів радянських позицій. Після капітуляції нацистської Німеччини есмінець був переданий до Великої Британії, як контрибуція.

## Історія служби

### Друга світова війна
У березні 1943 року, відразу після введення до строю, Z34 був включений до складу сил 4-ї флотилія ескадрених міноносців Крігсмаріне.
20 грудня командувач Крігсмаріне грос-адмірал К.Деніц домігся у А.Гітлера дозволу атакувати наступний конвой до СРСР і, після отримання 25 грудня даних про наближення конвою JW 55B до о. Ведмежий, наказав Тимчасовому командувачу ударним з'єднанням у Норвегії контрадміралу Е. Бею вийти на перехоплення союзного транспортного конвою. О 19:00 25 грудня німецьке з'єднання з лінійного крейсера «Шарнгорст» (командир — капітан-цур-зее Фріц Гінце) і 5 есмінців 4-ї флотилії капітана-цур-зее Йоганнессона вийшло з Алта-фіорда в море Е.Бей планував завдати удар по конвою близько 10:00 26 грудня, в разі поганої погоди і видимості справу повинні були вирішити торпедні атаки есмінців. О 7:03 26 грудня німецькі кораблі здійснили поворот до точки зустрічі з конвоєм і почали пошук.
В ході морського бою, який точився протягом дня, британські кораблі завдали серйозних пошкоджень лінкору «Шарнгорст», який приблизно о 18:45 внаслідок отриманих ушкоджень від вогню противника затонув.
25 січня 1945 року Z31, Z34 і Z38 покинули Тромсе та розпочали перехід до Балтійського моря. Через три дні біля Согнефіорда їх перехопила ескадра британських кораблів, включаючи легкі крейсери «Дайадем» та «Морішиес». У бою, що спалахнув, Z31 був сильно пошкоджений, а Z34 дістав легких пошкоджень, здійснивши кілька безрезультатних торпедних атак на британські крейсери, намагаючись прикрити відхід Z31. Під прикриттям димової завіси німецькі швидкохідні есмінці змогли випередити крейсери та сховатися в Аспофіорді, під захист німецької берегової артилерії.
З 16 по 20 лютого Z34, Z38, T5 і T6 супроводжували пасажирський лайнер «Гамбург» до Зассніца. 22 лютого Z38 супроводжував німецький пароплав «Дойчланд» до Зассніца. 18 та 19 лютого Z38 з німецьким крейсером «Адмірал Шеєр», есмінцем Z43 та мінними загороджувачами T28 і T35 обстріляв позиції радянської 39-ї армії поблизу Пейсе та Гросс-Гейдекруг на південному узбережжі Самланда. 23 лютого Z38, Z43 і T28 знову обстріляли ці місця.
З 4 по 6 березня Z38 бомбардував радянські укріплення та оборонні позиції поблизу Волліна, перш ніж вивезти біженців з Піллау в Готенгафен. 7 березня Z35, Z38 і T28 супроводжували пароплав «Преторія» до Копенгагена. 13 березня після повернення в Готенхафен Z38 обстріляв Гросендорф.
5 квітня Z38 взяв участь у бою біля Оксгофтер Кемпе (нім. Oxhöfter Kämpe). 9 квітня Z38 супроводжував німецькі крейсери «Лютцов» та «Принц Ойген» з бухти Данцига до Свінемюнде. З 28 квітня по 4 травня Z38 допомагав захищати німецькі позиції на каналі Дієвеноф на річці Одер.
3 травня Z38 та Z39 супроводжували лінійний корабель «Шлезієн», який підірвався на міні поблизу острову Грайфсвальдер-Ой, на шляху до Свінемюнде. 4 травня Z38 забрав біженців зі Свінемюнде та вирушив у Копенгаген. Того ж дня Z38 та T33 врятували екіпаж навчального корабля «Гектор», який був сильно пошкоджений під час повітряного нальоту. 7 травня Z38 повернувся до Свінемюнде і перевіз наступну партію біженців до Копенгагена. 8 травня Z6, Z10, Z14, Z20, Z25, Z38, Z39, T17, T19, T23, T28 і T33 відпливли з Геля до Глюксбурга з 20 000 солдатів і цивільних, які прибули 9 травня.
9 травня Z38 прибув до Кіля. В якийсь момент після капітуляції нацистської Німеччини та виведення зі складу флоту Z38 був укомплектований змішаним німецьким та британським екіпажем у Вільгельмсгафені, а потім, 6 липня 1945 року, Z38 відплив до Портсмута, щоб використовуватись як дослідне судно. Німецький екіпаж перебував на борту есмінця до 22 вересня 1946 року.

## Командири
- Корветтен-капітан Герфрід Бруцер (20 березня 1943 — вересень 1944)
- Корветтен-капітан барон Вільгельм Ніколаус фон Лінкер (вересень 1944 — 10 травня 1945)